# روما العاصمة
روما العاصمة هي مدينة ومنطقة حكومية إيطالية تضم مدينة روما عاصمة إيطاليا و121 بلدية آخرى بالقرب منها وتعد أوسع وأهم جزء في لاتسيو، تأسست في 1 يناير من عام 2015 بموجب أحكام القانون 142/1990 والقانون 56/2014 والذي بموجبهما حلت محل مقاطعة روما، وتعد أكبر مدينة حضرية في إيطاليا حيث يبلغ عدد سكانها 4.3 مليون نسمة وعاصمتها هي روما.